# Саут-Бруксвілл (Флорида)
Саут-Бруксвілл (англ. South Brooksville) — переписна місцевість (CDP) в США, в окрузі Ернандо штату Флорида. Населення — 4311 особа (2020).

## Географія
Саут-Бруксвілл розташований за координатами 28°30′51″ пн. ш. 82°26′16″ зх. д. / 28.51417° пн. ш. 82.43778° зх. д. (28.514100, -82.437911).  За даними Бюро перепису населення США в 2010 році переписна місцевість мала площу 47,87 км², з яких 47,07 км² — суходіл та 0,80 км² — водойми.

## Демографія
Згідно з переписом 2010 року, у переписній місцевості мешкало 4007 осіб у 1781 домогосподарстві у складі 1143 родин. Густота населення становила 84 особи/км².  Було 2281 помешкання (48/км²).
Расовий склад населення:
| - 84,0 % — білих - 12,5 % — чорних або афроамериканців - 0,8 % — азіатів - 0,3 % — корінних американців - 1,0 % — осіб інших рас |

До двох чи більше рас належало 1,4 %. Частка іспаномовних становила 5,7 % від усіх жителів.
За віковим діапазоном населення розподілялося таким чином: 16,5 % — особи молодші 18 років, 53,6 % — особи у віці 18—64 років, 29,9 % — особи у віці 65 років та старші. Медіана віку мешканця становила 51,9 року. На 100 осіб жіночої статі у переписній місцевості припадало 94,1 чоловіків;  на 100 жінок у віці від 18 років та старших — 91,0 чоловіків також старших 18 років.
Середній дохід на одне домашнє господарство  становив 43 522 долари США (медіана — 31 955), а середній дохід на одну сім'ю — 51 320 доларів (медіана — 42 813). Медіана доходів становила 29 960 доларів для чоловіків та 38 224 долари для жінок. За межею бідності перебувало 21,3 % осіб, у тому числі 26,6 % дітей у віці до 18 років та 7,6 % осіб у віці 65 років та старших.
Цивільне працевлаштоване населення становило 1001 особа. Основні галузі зайнятості: освіта, охорона здоров'я та соціальна допомога — 22,2 %, мистецтво, розваги та відпочинок — 21,5 %, науковці, спеціалісти, менеджери — 11,4 %, роздрібна торгівля — 11,3 %.